# Эльтебер
Эльтебер (др. тюрк. ‏𐰃𐰠𐱅𐰋𐰼‎) — титул автономного, но вассального по отношению к верховной власти правителя в древнетюркской иерархии.
Эльтеберами были вассалы древних тюрок — правители, игравшие роль наместников у таких народов как енисейские кыргызы, карлуки, узы, уйгуры и других. Рассматривая титулатуру Тюркского каганата (эля) Г. Дёрфер привёл такое суждение: 

«Эльтеберы не принадлежали к правящему дому, но происходили из древних родов некогда самостоятельных коалиционных правителей. Им как будто бы предоставлялась определённая автономия».
В письменных источниках встречается с VIII века (орхонские надписи) применительно к правителям карлуков, уйгур и другим. У кыргызов эльтебер является одним из самых ранних известных званий. Их старейшина, прибывший в Чанъан (648), носил звание, передававшееся в китайском источнике как сы-ли-фа-ши-бо-цюй-а-чжань. 
По авторитетному утверждению Василия Бартольда, в сы-ли-фа воспроизводится тюркское эльтебер. В литературе имеются и другие толкования.
Эльтебер кыргызов, по мнению Г. П. Супруненко, имел также звание ышбара. Этот термин отражал вассальную зависимость от сюзерена, которым во второй половине VII века был владыка сейяньто.
Титул широко известен в Хазарском каганате, где его в разное время носили правитель кавказских гуннов Алп-Илитвер, хорезмийский князь Хатимолитбер и правитель Волжской Булгарии — йылтывар.